# Ocak Işık Yurtçu
Ocak Işık Yurtçu (* 1945 in Pozantı/Provinz Adana; † 8. September 2012 in Istanbul) war ein türkischer Journalist, der sich in oppositionellen Zeitungen engagierte. Als Chefredakteur einer pro-kurdischen Zeitung war er längere Zeit inhaftiert, bis er nach einer internationalen Kampagne aufgrund eines Sondergesetzes wieder freikam.

## Leben
Der Vater von Ocak Işık Yurtçu, Çoban Yurtçu, war ebenfalls Journalist. Er hatte den Journalistenverein Çukurova gegründet. Işık Yurtçu besuchte das Gymnasium Vefa und studierte Jura an der Universität in Ankara. Seine Karriere begann 1966 bei der Zeitung Ekspres. In der Zeitung Yeni Halkçı schrieb er 1971 eine Serie, die systematische Folter an politischen Gefangenen nach dem Militärputsch 1971 dokumentierte. Bis 1980 arbeitete er außerdem bei den Zeitungen Yenigün, Ulus, Politika, Dünya, Demokrat, Güneş und Cumhuriyet. Er leitete die Abteilung Kent haberleri (Nachrichten aus der Stadt). Bei der Zeitung Güneş wurde er Chefredakteur für die Nachtschicht.
Ocak Işık Yurtçu war an der Gründung der 1979 aufgebauten linken Tageszeitung Demokrat beteiligt und ihr Chefredakteur beim Militärputsch 1980, als die Zeitung verboten wurde. Wegen seiner Unterschrift unter die von Aziz Nesin initiierte Petition der Intellektuellen (Aydınlar Dilekçesi) kam er vor Gericht.
An den Versuchen zwischen 1984 und 1988, die Tageszeitung Demokrat erneut herauszubringen, war auch Ocak Işık Yurtçu beteiligt, sie scheiterten aber. 1991 begannen Initiativen für eine alternative Zeitung. Unter der Leitung von Ragıp Duran wurde Özgür Gündem (Freie Tagesordnung) gegründet, die eine Auflage bis zu 60.000 erreichte.

## Inhaftierung und Auszeichnung
1992 übernahm Ocak Işık Yurtçu die Position des Chefredakteurs bei Özgür Gündem. Er hatte sie 8 Monate inne. Wegen Artikel, die in dieser Zeit erschienen, wurde er 26 Mal nach den Artikeln 6, 7 und 8 des Anti-Terror Gesetzes (ATG) und den Artikeln 159 und 312 des türkischen Strafgesetzes angeklagt und erhielt Haftstrafen von ca. 16 Jahren und Geldstrafen von 1,6 Milliarden TL (heute 1.600 TL, ungefähr 700 Euro). Nach einer Änderung am Artikel 8 des ATG reduzierten sich die Haftstrafen auf 10,5 Jahre Haft. Am 28. Dezember 1994 wurde er in Istanbul verhaftet. Er war in den Gefängnissen von Bayrampaşa und Sakarya inhaftiert. Nationale Kampagnen sorgten für eine Verlegung in das Gefängnis Saray. Işık Yurtçu wurde zu einem Symbol für die Pressefreiheit in der Türkei. 1996 verlieh ihm das Komitee für den Schutz von Journalisten mit Sitz in New York (CPJ) den Preis für Pressefreiheit. Işık Yurtçu konnte an der Preisverleihung in New York am 26. November 1996 nicht teilnehmen. Terry Anderson verlas seine Botschaft. Die Reporter ohne Grenzen ernannten Ocak Isik Yurtçu zum Journalisten des Jahres 1996.

## Das „Işık Yurtçu-Gesetz“
CPJ organisierte eine Mission in die Türkei, an der berühmte Persönlichkeiten wie Peter Arnett, Terry Anderson und Robert Menard teilnahmen. Ihre Gespräche mit Staatsvertretern und die Berichte in der Öffentlichkeit führten dazu, dass schließlich ein Sondergesetz erlassen wurde, durch das Işık Yurtçu und ca. 10 Chefredakteure auf freien Fuß kamen. Etliche weitere Strafverfahren wurden eingestellt. Mit dem Gesetz wurden Strafen und Verfahren, die gegen Chefredakteure aufgrund von Delikten, die bis zum 12. Juli 1997 begangen wurden, verhängt oder eingeleitet worden waren, auf 3 Jahre zur Bewährung ausgesetzt. Ocak Işık Yurtçu kam nach 2 Jahren, 7 Monaten und 18 Tagen Haft am 15. August 1997 wieder auf freien Fuß.